# Serie A2 2018-2019 (pallacanestro femminile)
Il campionato di Serie A2 di pallacanestro femminile 2018-2019 è il trentanovesimo organizzato in Italia.

## Regolamento
Il numero delle società è salito a 32. Dalla Serie A1 non ci sono state retrocessioni. Viceversa, le promosse in A1 sono state GEAS e USE Empoli.
Le promosse dalla Serie B sono Pall. Bolzano, Libertas Moncalieri, Ponzano, Varese 95, Nico BF e Elite Roma. Le retrocesse in B sono Sistema Rosa, Mercede Alghero e Virtus Cagliari. Inoltre, ha rinunciato all'iscrizione in A2 la avente diritto San Raffaele. Ammessa per completare l'organico la Athena Roma, dalla B.
Secondo le Disposizioni Organizzative Annuali le 32 squadre partecipanti sono suddivise in due gironi da 16 squadre rispettivamente su base geografica. Viene disputata una stagione regolare con incontri di andata e ritorno.
Al termine della Prima Fase le prime 8 squadre di ogni girone sono ammesse ai Play Off promozione, dai quali vengono promosse due squadre in Serie A1. Ogni turno di Play Off si disputa in gare di andata e ritorno. Le due squadre perdenti le finali dei Play Off disputano uno spareggio in gara unica in campo neutro. Infine la vincente avrebbe dovuto disputare in casa lo spareggio con la perdente i Play Out della Serie A1 ma, essendosi ritirata Napoli, non ci sarà tale spareggio in questa stagione.
Le quattro squadre classificate dall'11º al 14º posto di ogni girone sono ammesse ai Play Out – al meglio delle tre gare – che decretano due retrocessioni in Serie B.
Le squadre classificate al 15º e 16º posto di ogni girone retrocedono direttamente in Serie B.

## Partecipanti
Girone Nord:
- Edelweiss Albino
- Alpo Basket
- B.C. Bolzano
- Pall. Bolzano
- Basket Carugate
- BCC Derthona Bk.
- Costa Masnaga
- B.T. Crema
- Giants Marghera
- Lupe San Martino
- Sanga Milano
- Libertas Moncalieri
- Ponzano
- Libertas SBS Udine
- Varese 95
- Vicenza

Girone Sud:
- Progresso Bologna
- CUS Cagliari
- Magnolia CB
- FeBa Civ. Marche
- Faenza B. Project
- Libertas Forlì
- Nico BF
- Azzurra Orvieto
- Pol. A.Galli
- Athena Roma
- Elite Roma
- S. Salv. Selargius
- Cestistica Savonese
- Cest. Spezzina
- Umbertide
- Verga Palermo

## Stagione regolare
Si disputa tra il 29 settembre 2018 e il 27 aprile 2019.

### Girone Nord

#### Classifica
|  | Pos. | Squadra                        | Pt. | G  | V  | P  | PtF  | PtS  | Dif. |
|  | ---- | ------------------------------ | --- | -- | -- | -- | ---- | ---- | ---- |
|  | 1.   | B&P Costa Masnaga              | 52  | 30 | 25 | 4  | 1932 | 1596 | +336 |
|  | 2.   | Parking Graf Crema             | 50  | 30 | 24 | 5  | 1851 | 1512 | +339 |
|  | 3.   | Ecodent Point Alpo Villafranca | 46  | 30 | 23 | 6  | 1860 | 1639 | +221 |
|  | 4.   | Akronos Moncalieri             | 42  | 30 | 20 | 9  | 1806 | 1544 | +262 |
|  | 5.   | Autosped Castelnuovo Scrivia   | 38  | 30 | 19 | 10 | 1674 | 1581 | +93  |
|  | 6.   | Libertas SBS Udine             | 38  | 30 | 18 | 11 | 1649 | 1529 | +120 |
|  | 7.   | VelcoFin Interlocks Vicenza    | 34  | 30 | 16 | 13 | 1513 | 1466 | +47  |
|  | 8.   | Il Ponte Casa d'Aste Milano    | 28  | 30 | 14 | 15 | 1673 | 1731 | -58  |
|  | 9.   | Itas Alperia Bolzano           | 26  | 30 | 13 | 16 | 1713 | 1815 | -102 |
|  | 10.  | Carosello Carugate             | 24  | 30 | 11 | 18 | 1658 | 1772 | -114 |
|  | 11.  | Fassi Albino                   | 22  | 30 | 10 | 19 | 1701 | 1804 | -103 |
|  | 12.  | Giants Marghera                | 20  | 30 | 10 | 19 | 1530 | 1628 | -98  |
|  | 13.  | Ponzano Basket                 | 18  | 30 | 9  | 20 | 1546 | 1765 | -219 |
|  | 14.  | Fanola San Martino di Lupari   | 18  | 30 | 8  | 21 | 1591 | 1833 | -242 |
|  | 15.  | Acciaierie Valbruna Bolzano    | 12  | 30 | 6  | 23 | 1566 | 1793 | -227 |
|  | 16.  | SCS Basket Femminile Varese 95 | 12  | 30 | 6  | 23 | 1461 | 1716 | -255 |

      Ammesse ai play-off promozione.
      Ammesse ai play-out.
      Retrocessa in Serie B.
Note:
Due punti a vittoria, zero a sconfitta.

#### Risultati
|                     | ALP   | BBZ   | PBZ   | CAR   | CAS   | COS   | CRE   | EDE   | LMO   | MAR   | SMI   | PON   | LSM   | UDI   | VAR   | VIC   |
| ------------------- | ----- | ----- | ----- | ----- | ----- | ----- | ----- | ----- | ----- | ----- | ----- | ----- | ----- | ----- | ----- | ----- |
| Alpo                |       | 68-47 | 60-57 | -     | -     | -     | -     | -     | -     | -     | 76-56 | -     | -     | -     | -     | -     |
| BC Bolzano          | -     |       | -     | -     | 55-61 | -     | 49-65 | -     | -     | -     | 76-68 | 67-48 | -     | -     | 52-48 | -     |
| Pall. Bolzano       | -     | 56-60 |       | -     | -     | 61-63 | -     | -     | -     | -     | -     | 59-40 | 53-67 | -     | -     | -     |
| Carugate            | -     | -     | -     |       | -     | 48-75 | -     | -     | -     | 59-64 | 61-56 | -     | -     | -     | -     | 57-56 |
| Castelnuovo Scrivia | 52-64 | -     | 69-55 | -     |       | -     | -     | 50-41 | -     | -     | -     | -     | -     | -     | -     | -     |
| Costa Masnaga       | -     | -     | -     | -     | -     |       | -     | 64-49 | 65-55 | -     | -     | -     | -     | 60-64 | -     | -     |
| Crema               | -     | -     | 64-42 | 67-61 | -     | 57-60 |       | -     | -     | -     | -     | -     | -     | -     | 52-40 | -     |
| Edelweiss           | -     | -     | -     | 51-62 | -     | -     | -     |       | -     | -     | 48-63 | -     | -     | 48-67 | -     | -     |
| Lib. Moncalieri     | -     | -     | -     | 70-43 | -     | -     | -     | 67-45 |       | -     | -     | 56-43 | -     | 69-47 | -     | -     |
| Giants Marghera     | -     | -     | -     | -     | -     | 57-80 | -     | 56-55 | 37-52 |       | -     | -     | 58-59 | 0-20  | -     | -     |
| Sanga Milano        | -     | -     | -     | -     | 42-53 | -     | -     | -     | -     | -     |       | 49-52 | 59-50 | -     | -     | 64-58 |
| Ponzano             | -     | -     | -     | -     | -     | -     | 49-74 | -     | -     | 37-46 | -     |       | -     | -     | 54-47 | 44-57 |
| Lupe San Martino    | -     | -     | -     | -     | 53-61 | -     | 42-66 | -     | -     | -     | -     | -     |       | -     | 80-56 | -     |
| Libertas SBS Udine  | 42-63 | 59-66 | -     | 55-47 | -     | -     | -     | -     | -     | -     | -     | -     | -     |       | -     | 51-43 |
| Varese 95           | 39-63 | -     | 42-55 | -     | 47-60 | -     | -     | -     | 62-74 | -     | -     | -     | -     | -     |       | -     |
| Vicenza             | -     | -     | -     | -     | -     | 46-57 | -     | -     | -     | 61-47 | -     | -     | 60-43 | -     | -     |       |

### Girone Sud

#### Classifica
|  | Pos. | Squadra                         | Pt. | G  | V | P | PtF | PtS | Dif. |
|  | ---- | ------------------------------- | --- | -- | - | - | --- | --- | ---- |
|  | 1.   | Carispezia cestistica spezzina  | 50  | 30 | 8 | 0 | 489 | 381 | +108 |
|  | 2.   | La Molisana Campobasso          | 48  | 30 | 7 | 1 | 556 | 489 | +67  |
|  | 3.   | Matteiplast Bologna             | 48  | 30 | 6 | 1 | 475 | 394 | +81  |
|  | 4.   | Andros Basket Palermo           | 46  | 30 | 6 | 2 | 540 | 505 | +35  |
|  | 5.   | Faenza Basket Project Girls     | 46  | 30 | 6 | 3 | 617 | 475 | +142 |
|  | 6.   | RR Retail Galli Bk San Giovanni | 38  | 30 | 5 | 2 | 482 | 459 | +23  |
|  | 7.   | Bottega del Tartufo Umbertide   | 38  | 30 | 5 | 3 | 539 | 460 | +79  |
|  | 8.   | Fe.Ba Civitanova Marche         | 30  | 30 | 4 | 4 | 541 | 498 | +43  |
|  | 9.   | San Salvatore Selargius         | 28  | 30 | 4 | 4 | 504 | 531 | -27  |
|  | 10.  | CUS Cagliari                    | 26  | 30 | 4 | 4 | 548 | 498 | +50  |
|  | 11.  | Orza Rent Nico Basket           | 20  | 30 | 3 | 5 | 443 | 530 | -87  |
|  | 12.  | Integris Elite Roma             | 18  | 30 | 2 | 6 | 513 | 526 | -13  |
|  | 13.  | Cestistica Savonese             | 14  | 30 | 2 | 6 | 462 | 539 | -77  |
|  | 14.  | Gruppo Stanchi Athena Roma      | 14  | 30 | 1 | 7 | 442 | 513 | -71  |
|  | 15.  | Medoc Forlì                     | 8   | 30 | 1 | 8 | 467 | 643 | -176 |
|  | 16.  | Cestistica Azzurra Orvieto      | 8   | 30 | 0 | 8 | 432 | 609 | -177 |

      Ammesse ai play-off promozione.
      Ammesse ai play-out.
      Retrocessa in Serie B.
Note:
Due punti a vittoria, zero a sconfitta.

#### Risultati
|                         | BOL   | CAG   | MCB   | CIV   | FAE   | LFO   | GAL   | ORV   | PAL   | NIC   | ARM   | ERM   | SEL   | SAV   | LSP   | UMB   |
| ----------------------- | ----- | ----- | ----- | ----- | ----- | ----- | ----- | ----- | ----- | ----- | ----- | ----- | ----- | ----- | ----- | ----- |
| Progresso Bologna       |       | -     | 48-52 | -     | -     | -     | -     | -     | -     | -     | -     | 75-44 | -     | -     | 62-66 | -     |
| CUS Cagliari            | -     |       | -     | -     | -     | 73-58 | 51-71 | -     | 50-59 | -     | -     | -     | -     | -     | -     | 71-67 |
| Magnolia Campobasso     | -     | -     |       | -     | -     | 75-47 | -     | -     | -     | -     | 62-52 | -     | -     | 60-37 | 67-52 | -     |
| Civitanova Marche       | 60-65 | -     | -     |       | -     | -     | 69-73 | -     | -     | -     | -     | -     | 56-57 | 80-64 | -     | 70-61 |
| Faenza                  | 71-70 | 83-68 | -     | 72-69 |       | -     | -     | -     | -     | -     | 86-53 | -     | -     | -     | -     | 73-58 |
| Libertas Forlì          | -     | -     | -     | -     | 54-69 |       | 60-78 | -     | 44-86 | -     | -     | -     | -     | -     | -     | -     |
| Pol. A. Galli           | 51-67 | -     | -     | -     | -     | -     |       | 51-44 | -     | -     | 65-58 | -     | 87-86 | -     | -     | -     |
| Azzurra Orvieto         | 60-82 | -     | -     | 51-79 | -     | -     | -     |       | 41-93 | -     | -     | 70-57 | -     | 46-69 | -     | -     |
| Palermo                 | -     | -     | 50-57 | -     | 48-49 | -     | -     | -     |       | 75-52 | -     | 74-43 | -     | -     | -     | -     |
| Nico Ponte Buggianese   | -     | 59-66 | 52-59 | -     | -     | 75-61 | -     | -     | -     |       | -     | -     | -     | -     | 47-61 | -     |
| Athena Roma             | 56-70 | -     | -     | 55-58 | -     | -     | -     | -     | -     | 66-49 |       | -     | 64-62 | -     | -     | -     |
| Elite Roma              | -     | -     | 43-57 | -     | -     | 74-58 | 70-64 | -     | -     | 61-50 | -     |       | -     | -     | -     | -     |
| San Salvatore Selargius | -     | -     | -     | -     | -     | -     | -     | 69-63 | -     | 64-58 | -     | -     |       | -     | -     | 71-63 |
| Cest. Savonese          | -     | 57-59 | -     | -     | -     | -     | -     | -     | 68-76 | -     | 87-58 | -     | 68-73 |       | -     | -     |
| Cest. Spezzina          | -     | 77-66 | -     | -     | 69-53 | 79-50 | -     | 71-49 | -     | -     | -     | -     | -     | -     |       | -     |
| Umbertide               | -     | -     | -     | -     | -     | -     | -     | 72-43 | 71-56 | -     | -     | 82-51 | -     | 74-63 | -     |       |

## Seconda fase

### Play Off Promozione

#### Quarti di finale
Le gare si sono disputate prima sul campo della squadra 2 il 1º maggio e il ritorno sul campo della squadra 1 il 5 maggio 2019.
| Squadra 1                      | Totale   | Squadra 2                       | Andata | Ritorno |
| ------------------------------ | -------- | ------------------------------- | ------ | ------- |
| Girone Nord                    |          |                                 |        |         |
| B&P AutoRicambi Costa Masnaga  | 139-115  | Il Ponte Casa d'Aste Milano     | 87-46  | 61-69   |
| Tec-Mar Crema                  | 121 - 94 | VelcoFin Vicenza                | 67-51  | 54-43   |
| Akronos Moncalieri             | 107 - 74 | Eco Program Castelnuovo Scrivia | 51-36  | 66-38   |
| Alpo Villafranca               | 136 - 94 | Libertas SBS Udine              | 65-34  | 71-60   |
| Girone Sud                     |          |                                 |        |         |
| Carispezia Cesca Spezzintistia | 121-123  | Infa Feba Civitanova Marche     | 56-57  | 65-62   |
| Andros Basket Palermo          | 116-103  | Infinity Bio Faenza             | 56-45  | 60-58   |
| La Molisana Campobasso         | 133-110  | Bottega del Tartufo Umbertide   | 55-65  | 78-45   |
| Matteiplast Bologna            | 139-137  | RR Retail Galli Bk San Giovanni | 66-75  | 73-62   |

#### Semifinali
Le gare si sono disputate il 8 (campo squadra 2) e il 12 maggio 2019 (campo squadra 1).
| Squadra 1                     | Totale  | Squadra 2                   | Andata | Ritorno |
| ----------------------------- | ------- | --------------------------- | ------ | ------- |
| Girone Nord                   |         |                             |        |         |
| B&P AutoRicambi Costa Masnaga | 134-128 | Akronos Moncalieri          | 60-68  | 74-60   |
| Tec-Mar Crema                 | 135-139 | Alpo Villafranca            | 57-73  | 78-66   |
| Girone Sud                    |         |                             |        |         |
| Andros Basket Palermo         | 149-104 | Infa Feba Civitanova Marche | 74-63  | 75-41   |
| La Molisana Campobasso        | 105-117 | Matteiplast Bologna         | 50-59  | 55-58   |

#### Finali
Le gare si sono disputate il 15 (campo squadra 2) e il 19 maggio 2019 (campo squadra 1).
| Squadra 1                     | Totale  | Squadra 2             | Andata | Ritorno |
| ----------------------------- | ------- | --------------------- | ------ | ------- |
| Girone Nord                   |         |                       |        |         |
| B&P AutoRicambi Costa Masnaga | 146-144 | Alpo Villafranca      | 65-67  | 81-77   |
| Girone Sud                    |         |                       |        |         |
| Matteiplast Bologna           | 125-146 | Andros Basket Palermo | 60-81  | 65-65   |

#### Spareggio promozione
Le perdenti delle finali si scontrano per definire la terza promozione in Serie A1. La gara si è disputata il 25 maggio sul campo neutro di Empoli
| Squadra 1           | Risultato | Squadra 2        |
| ------------------- | --------- | ---------------- |
| Matteiplast Bologna | 72-68     | Alpo Villafranca |

### Play Out Retrocessione

#### Finali
Le gare si sono disputate il 4,l'8 ed il 11 maggio 2019.
| Squadra 1                  | Totale | Squadra 2                    | Gara 1 | Gara 2 | Gara 3 |
| -------------------------- | ------ | ---------------------------- | ------ | ------ | ------ |
| Orza Rent Nico Basket      | 0 - 2  | Ponzano Basket               | 53-73  | 41-62  |        |
| Integris Elite Roma        | 1 - 2  | Fanola San Martino di Lupari | 55-51  | 51-61  | 55-56  |
| Gruppo Stanchi Athena Roma | 0 - 2  | Fassi Albino                 | 57-75  | 43-60  | -      |
| Giants Marghera            | 2 - 0  | Cestistica Savonese          | 84-40  | 61-43  |        |